# Odory z ferm drobiu
Odory z ferm drobiu – pojęcie stosowane w odniesieniu do zapachowo uciążliwych zanieczyszczeń powietrza, emitowanych z obiektów, należących do ferm drobiu (m.in.: kur, kaczek, gęsi, indyków, przepiórek, perlic, strusi, gołębi, bażantów i kuropatw), traktowanych jako „instalacje”, dla których są opracowywane raporty o oddziaływaniu na środowisko.
Dotyczy poszczególnych związków chemicznych, albo mieszanin wszystkich odorantów, których ilość jest określana łącznie, metodami olfaktometrycznymi dynamicznymi. Emisję zapachową (ilość emitowanych odorów) wyraża się w jednostkach zapachowych (odour unit, ou), emitowanych w jednostce czasu. Jest ona równa w przybliżeniu iloczynowi liczby drobiu na fermie przez wskaźnik emisji zapachowej. Wskaźnik emisji odorów z kurników reprodukcyjnych ze ściółką słomiastą lub z podłożem ściołowo-rusztowym wynosi: 0,13÷0,48 ou/s·kg. Dla konwencjonalnej fermy drobiu średnia wartość wskaźnika wynosi ok. 0,45 ou/s·sztuka i jest podobna dla wartości odorów z ferm norek.
Znana wartość wskaźnika emisji zapachowej umożliwia określanie zasięgu ponadnormatywnej uciążliwości zapachowej w otoczeniu ferm o różnej wielkości. Obliczenia są wykonywane metodami matematycznego modelowania procesu rozprzestrzeniania się odorantów.

## Ogólna charakterystyka fermy jako źródła emisji
W 2008 r. Komisja Helsińska (HELCOM) uznała fermy wielkoprzemysłowe za punktowe źródła zanieczyszczeń rolniczych (Baltic Hot Spots). Wytyczne dotyczące technologii i instalacji stosowanych w hodowli inwentarza w krajach Unii Europejskiej zawiera dokument BAT: Reference Document on Best Available Techniques for Intensive Rearing of Poultry and Pigs, opracowany przez Techniczną Grupę Roboczą przy Europejskim biurze IPPC (Integrated Pollution Prevention and Control). Według Dyrektywy IPPC 96/91/EC o „instalacji do intensywnego chowu drobiu i świń” mówi się wtedy, gdy ferma posiada powyżej 40 000 stanowisk dla chowu drobiu (160 DJP). Dyrektywa dotyczy działalności zasadniczej oraz niektórych działań, które są bezpośrednio z nią związane, a wywierają duży wpływ na środowisko (np. rozprowadzanie odchodów zwierzęcych na grunty rolne).